# Abacab
| Recensione                    | Giudizio |
| ----------------------------- | -------- |
| AllMusic                      | [ 1 ]    |
| Ondarock                      | 5.5/10   |
| Q                             | [ 7 ]    |
| Rolling Stone                 | [ 8 ]    |
| The Rolling Stone Album Guide | [ 9 ]    |
| Piero Scaruffi                | 4/10     |

Abacab è l'undicesimo album in studio del gruppo musicale britannico Genesis, pubblicato il 18 settembre 1981 dalla Charisma Records.

## Storia
L'album è il primo registrato nello studio di proprietà dei Genesis: The Farm a Chiddingfold, nel Surrey.
I Genesis con Abacab apportano alcune decisive e radicali modifiche al loro stile musicale, ed optano per sonorità generalmente più minimaliste ed elettroniche rispetto alla loro produzione precedente, assorbendo a loro modo anche l'influenza di sonorità punk e new wave certamente più in linea con il gusto di pubblico e critica all'inizio degli anni ottanta.
I tre membri della band sono sempre stati concordi nel dichiarare che il cambio di direzione musicale, già parzialmente inaugurato con ...And Then There Were Three... e Duke, fosse necessario per la loro sopravvivenza in un'industria musicale segnata da profondi cambiamenti. Abbondano su quest'album brani semplici e concisi come Man on the Corner, Keep It Dark e No Reply at All, tutti pubblicati come singoli così come lo stesso Abacab (a tal fine privata della lunga coda strumentale che, sull'album, porta il brano a durare quasi 7 minuti); piuttosto lineari ed orecchiabili sono anche Like It or Not e Another Record.
Due sole tracce presentano un respiro più ampio, vagamente più vicino al rock progressivo degli anni precedenti: Me And Sarah Jane di Banks e Dodo/Lurker. Completa la lista tracce Who Dunnit?, definito da Phil Collins come «la risposta dei Genesis al punk»: un brano infarcito di suoni dissonanti (generati soprattutto dal sintetizzatore polifonico ARP Quadra di Tony Banks) e con un testo volutamente demenziale; l'inclusione di questo brano nell'album in particolare fu caldeggiata, secondo il racconto degli autori, dal capo della Atlantic Ahmet Ertegün che lo preferì alla più tradizionale You Might Recall.
Dal punto di vista dei crediti, le composizioni attribuite all'intero gruppo prevalgono sui brani scritti dai singoli membri (una sola canzone per ciascuno).
Per la prima (e quasi unica) volta nella loro carriera, i Genesis ospitarono musicisti esterni su un loro disco in studio: Collins, vincendo peraltro l'iniziale opposizione dei suoi compagni, chiamò a suonare sul singolo No Reply at All l'intera sezione fiati degli Earth, Wind & Fire, The Phenix Horns, già apparsi sul suo fortunato esordio solista, Face Value.
Ulteriore novità è rappresentata dal fatto che i Genesis produssero Abacab praticamente da soli, pur con l'ausilio esperto dell'ingegnere del suono Hugh Padgham, che già aveva assistito Collins in Face Value. Padgham è riconosciuto fra i principali responsabili del caratteristico timbro di batteria di Collins, carico di compressione e gate reverb, inaugurato sul terzo album di Peter Gabriel (1980) e distintivo di quest'album e dei successivi lavori sia dei Genesis che dello stesso Collins come solista, nonché destinato a influenzare anche il suono di molti altri dischi pop rock di quel decennio.
Nelle sessioni di registrazione di Abacab i Genesis registrarono altri cinque brani che, esclusi dall'album, furono pubblicati solo in un secondo tempo: Paperlate, You Might Recall e Me And Virgil furono dapprima raccolti in un EP a 45 giri intitolato 3×3 che, trainato dal brano Paperlate (anch'esso con i Phenix Horns), rimase ben dieci settimane in classifica e in seguito inclusi nell'edizione Europa/USA di Three Sides Live; altri due brani strumentali intitolati Naminanu e Submarine finirono invece sul lato B rispettivamente di Keep It Dark e Man On The Corner: entrambi erano originariamente parte di un unico lungo brano la cui sequenza era: Dodo/Lurker/Submarine/Naminanu ma il gruppo alla fine li scartò perché avevano un suono troppo legato al passato.

## Titolo
Il titolo nacque durante le sedute di arrangiamento della title track: il chitarrista Mike Rutherford, autore anche del testo, ha dichiarato allo show radiofonico statunitense In the Studio with Redbeard: «Ci sono tre parti musicali in Abacab, e ci riferivamo a loro come "sezione A", "B" e "C" [...] e in momenti diversi, erano in ordine diverso. Iniziavamo con la "sezione A" e poi "sezione C" [...] e ad un certo momento, l'ordine delle sezioni formarono la parola "ABACAB". La versione finale comunque non è affatto così, è qualcosa come "Accaabbaac"» .

## Accoglienza
La svolta stilistica si rivelò in generale vantaggiosa per l'album, che vendette diversi milioni di copie in tutto il mondo. Nel Regno Unito fu il secondo disco consecutivo del gruppo a conquistare la vetta della Official Albums Chart. Negli Stati Uniti fu il loro primo lavoro a scalare la top 10 della Billboard 200, fino al settimo posto, nonché il primo a ottenere il disco di platino oltreoceano. In Italia raggiunse la seconda posizione in classifica, risultando il 13º disco più venduto nel Paese durante l'anno 1981.
L'album fu seguito da due tournée dal successo poco meno che planetario svoltesi tra settembre e dicembre del 1981. Gli spettacoli di New York e Birmingham furono registrati e in seguito pubblicati nell'album Three Sides Live del 1982.

## Tracce
Lato A
1. Abacab – 6:56 (Mike Rutherford, Phil Collins, Tony Banks)
2. No Reply at All – 4:37 (Tony Banks, Phil Collins, Mike Rutherford)
3. Me and Sarah Jane – 5:58 (Tony Banks)
4. Keep It Dark – 4:29 (Tony Banks, Phil Collins, Mike Rutherford)

Lato B
1. Dodo/Lurker – 7:27 (Mike Rutherford, Tony Banks, Phil Collins)
2. Who Dunnit? – 3:23 (Tony Banks, Phil Collins, Mike Rutherford)
3. Man on the Corner – 4:23 (Phil Collins)
4. Like It or Not – 4:51 (Mike Rutherford)
5. Another Record – 4:20 (Tony Banks, Phil Collins, Mike Rutherford)

## Formazione
Gruppo
- Tony Banks – tastiera, cori
- Phil Collins – batteria, voce
- Mike Rutherford – basso, chitarra

Altri musicisti (traccia 2)
- The Phenix Horns
  - Don Myrick – sassofono
  - Louis Satterfield – trombone
  - Rahmlee Michael Davis – tromba
  - Michael Harris – tromba
- Tom Tom 84 – arrangiamento fiati

Produzione
- Hugh Padgham – ingegneria del suono, missaggio
- Bill Smith – grafica

## Classifiche
| Classifica (1981) | Posizione massima |
| ----------------- | ----------------- |
| Australia         | 18                |
| Canada            | 3                 |
| Francia           | 1                 |
| Germania          | 6                 |
| Italia            | 2                 |
| Norvegia          | 4                 |
| Nuova Zelanda     | 44                |
| Paesi Bassi       | 6                 |
| Regno Unito       | 1                 |
| Stati Uniti       | 7                 |
| Svezia            | 11                |
| Svizzera          | 4                 |